# Zwette
De Zwette (officieel, Fries: De Swette) of Sneekertrekvaart is de waterverbinding tussen Sneek en Leeuwarden. De vaart maakt deel uit van de Elfstedentocht. 
Van de naam wordt aangenomen dat 'zwet' of 'zwette' een ander woord voor grens is. In het Oudfries betekent 'zwet' "zoet" wat in die hoedanigheid gebruikt kan zijn om de verandering, van de ooit zoute Middelzee, naar zoete rivier de Zwette 'de zoete' aan te geven. 
De Zwette loopt ongeveer in het midden van de kwelderwallen van de oude Middelzee. De Zwette vormt de grens tussen Oostergo en Westergo. Na het dichtslibben van de Middelzee had de Zwette vooral een functie als afwaterings- en grenssloot. Oorspronkelijk liep de Zwette door tot aan de Skrédyk en Bitgumer Hegedyk tussen Stiens en Beetgum. Delen van de Zwette zijn gedempt voor de aanleg van de Vliegbasis Leeuwarden en voor uitbreiding van Leeuwarden zelf.
In latere tijden is de loop aangepast en gebruikt als trekvaart tussen Sneek en Leeuwarden. De kwelderwallen zijn te herkennen aan hun hogere ligging in het landschap. Door deze hogere ligging waren ze bij uitstek geschikt voor bewoning. Dit patroon is nu nog op de kaart te herkennen door de ligging van de dorpen.
In het zuidwesten en westen van Leeuwarden ligt het naar de Zwette vernoemde bedrijventerrein De Zwette rond het gebied waar de vaart Leeuwarden binnenkomt en de vroegere stroom van de Zwette tot aan de harlingerstraatweg. Het gebied hoort bij de wijk Nijlân & De Zwette
De Zwette staat in verbinding met de volgende vaarten: Mantgumervaart, Oosterwierumer oudvaart, Oude Zwin, Weidumervaart, Wielervaart en Zijltjessloot.

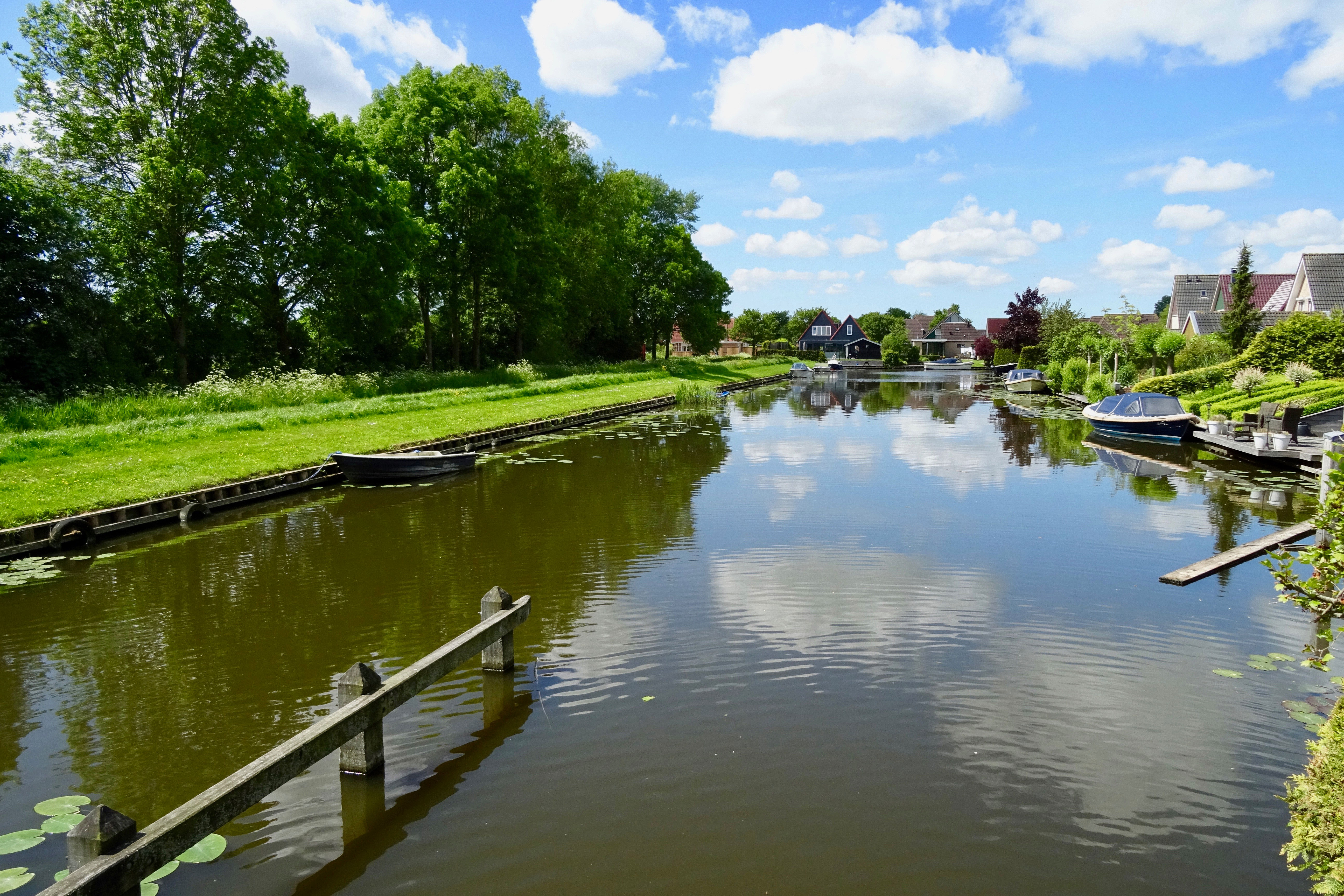
De Zwette in Scharnegoutum
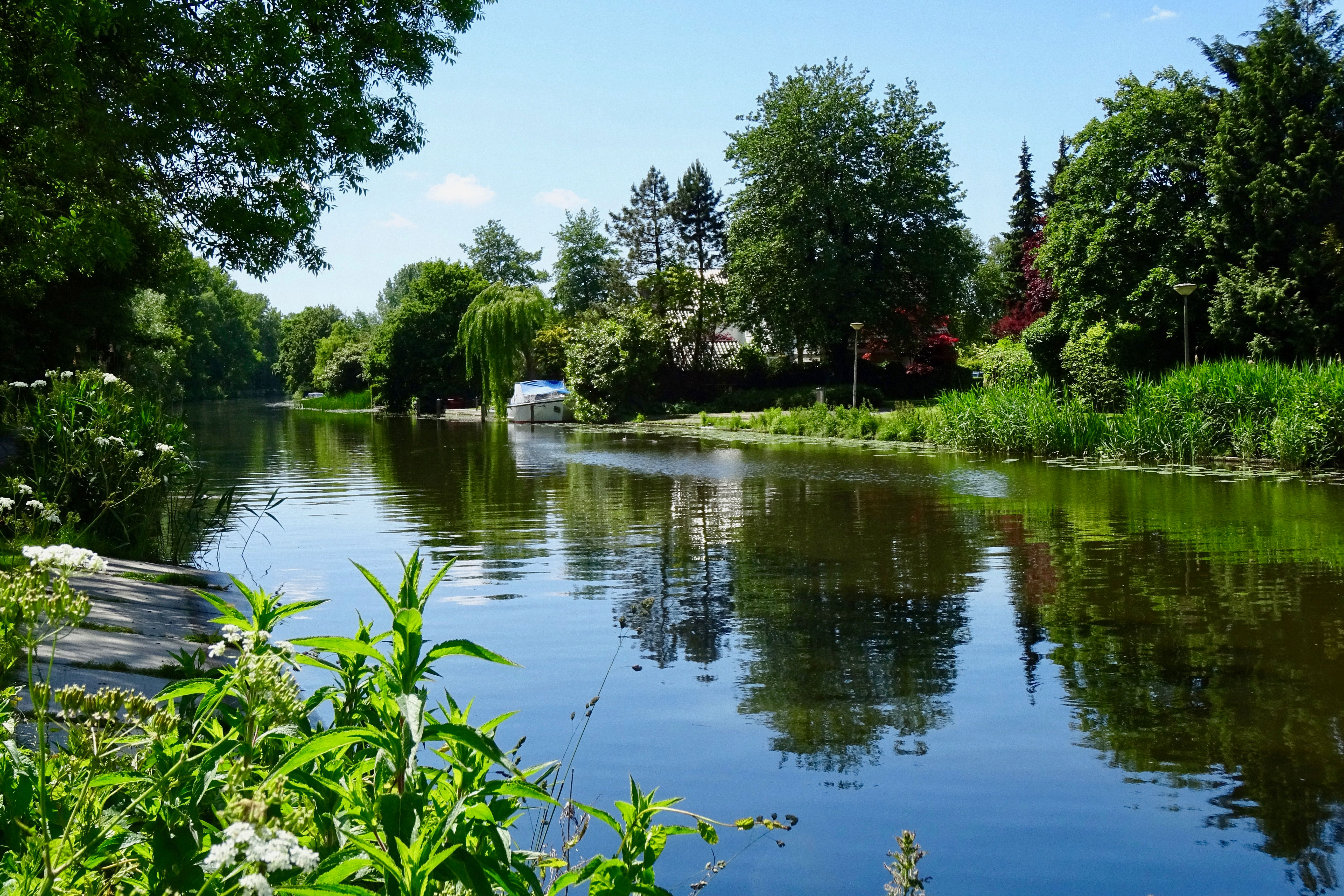
De Zwette in Sneek
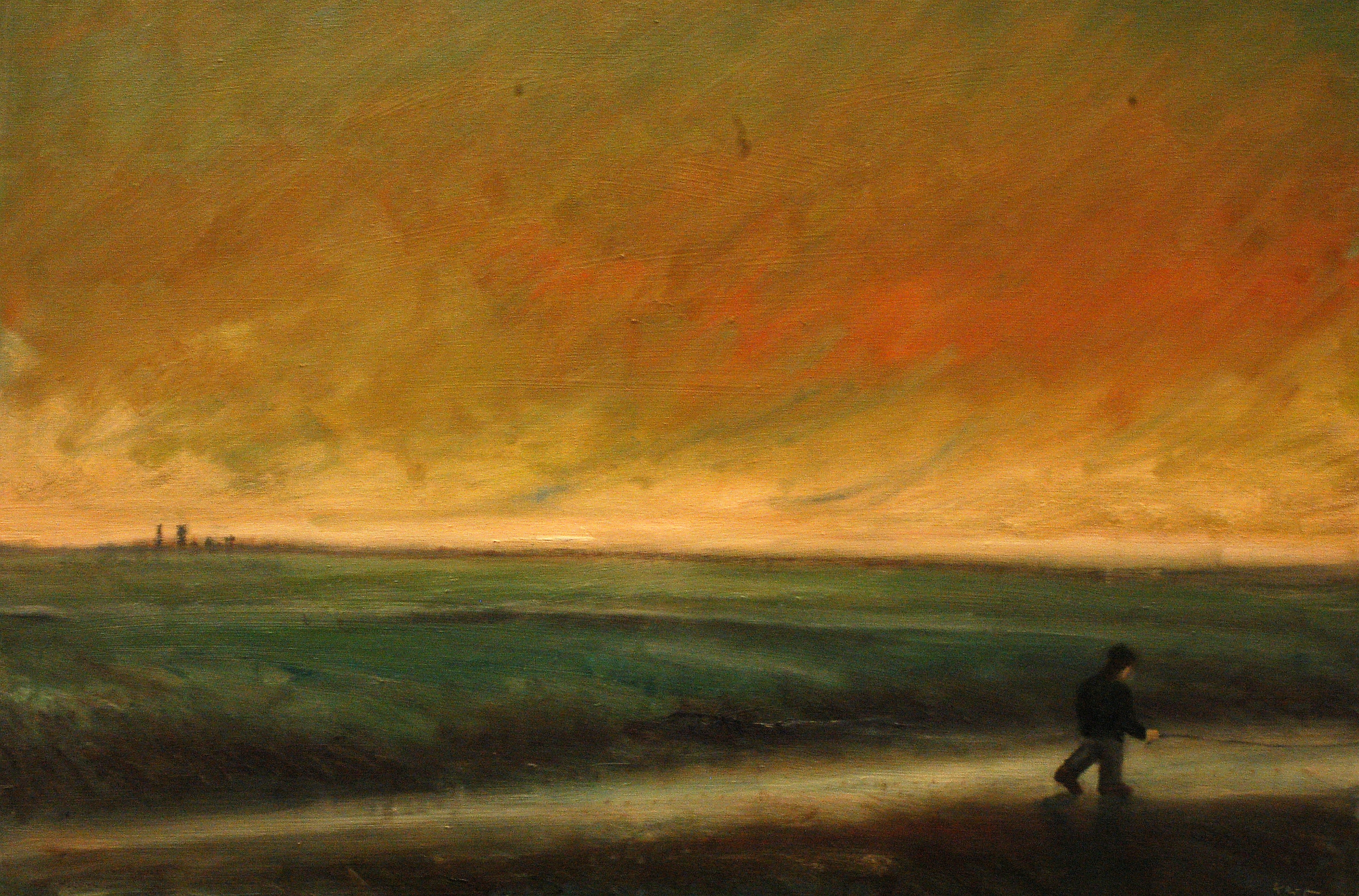
Avondwandeling bij de Zwette door Henk Krist
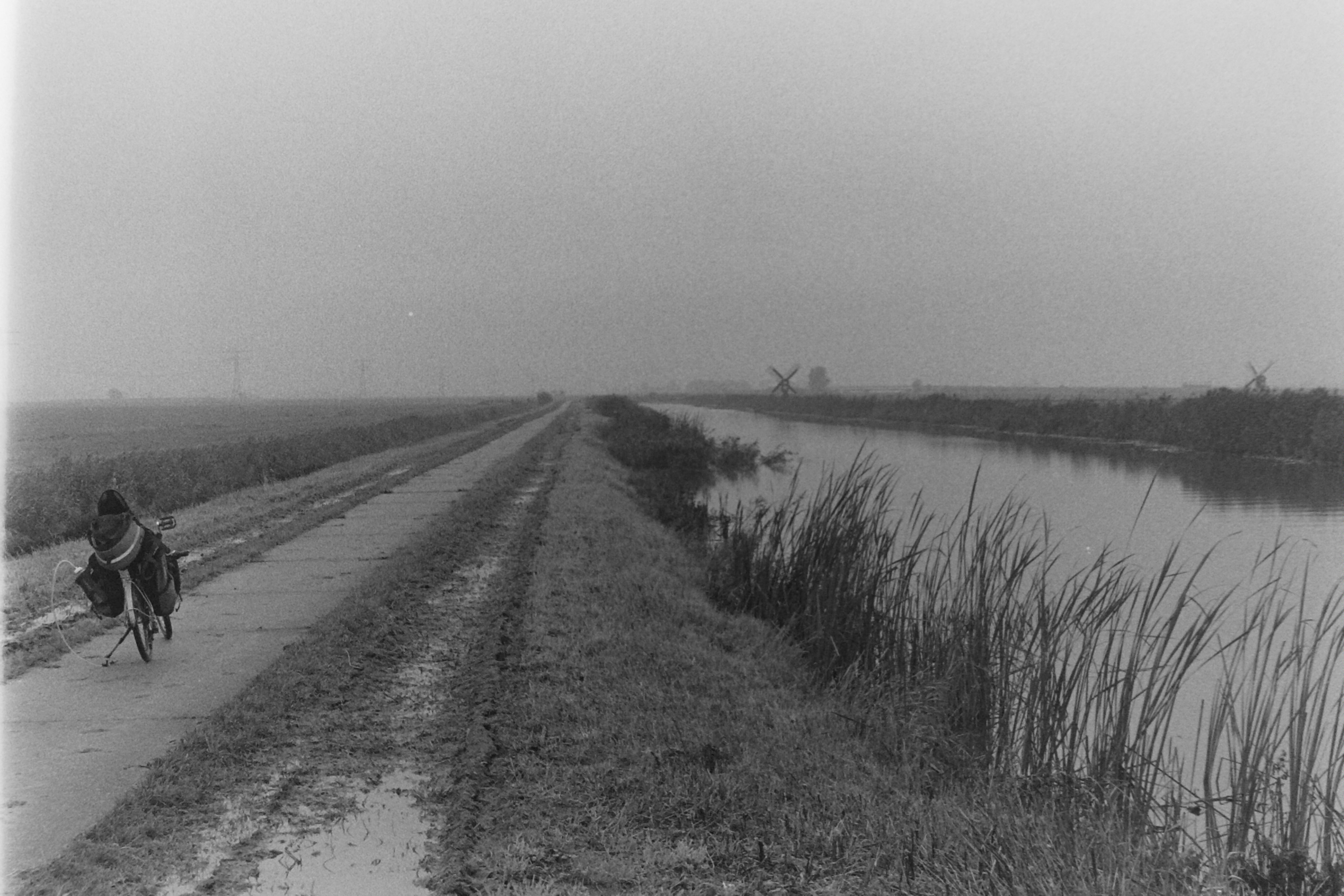
Fietspad het Swettepaad langs de Zwette en de Kramersmolen en de Molen Hoogland
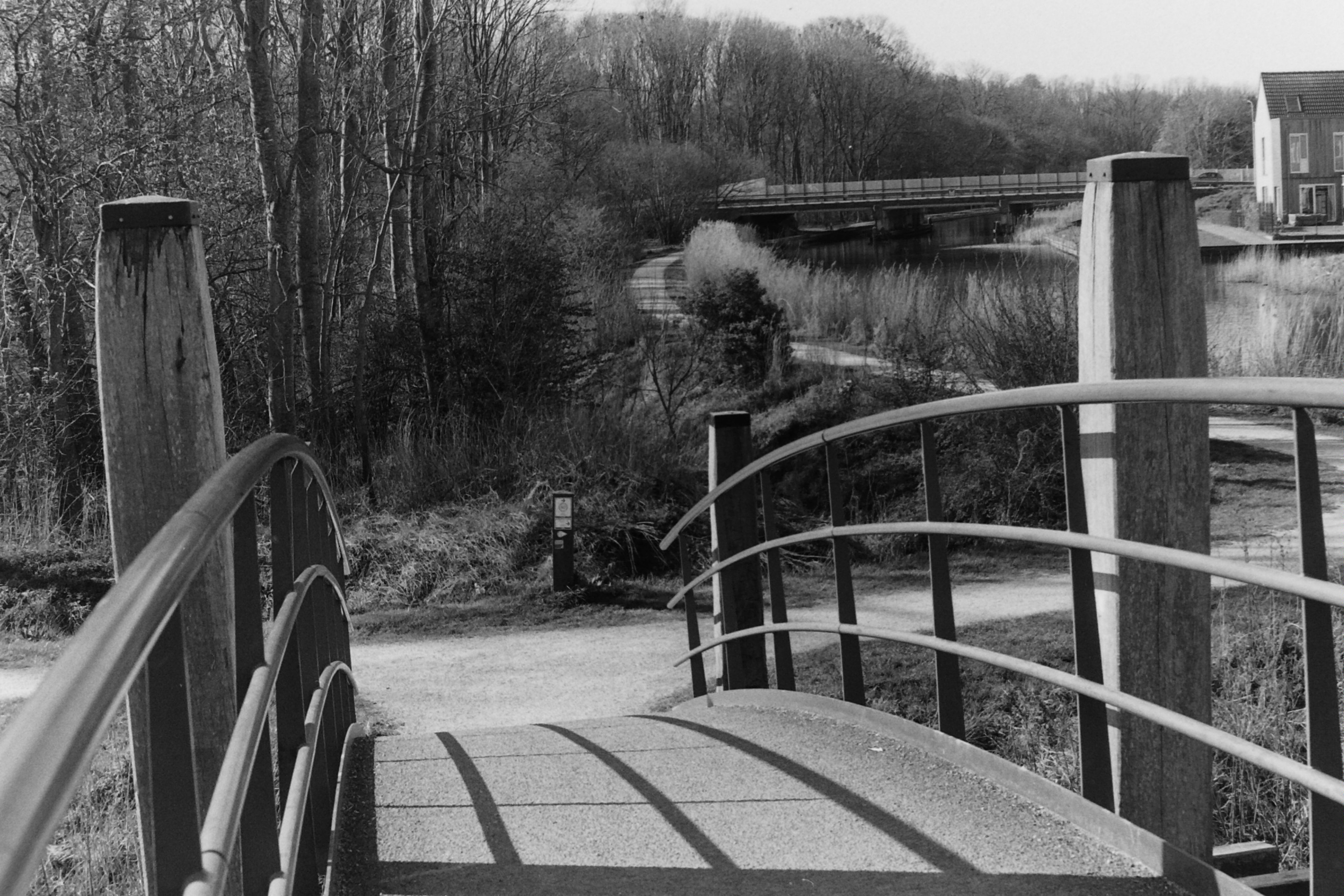
De Zwette in het Zwettebos in Sneek